# Blondelia angusticornis
Blondelia angusticornis là một loài ruồi trong họ Tachinidae.